# Rixton
Rixton es una banda inglesa de pop y R&B proveniente de Mánchester, Inglaterra. El grupo fue establecido en 2012 como Relics, antes de cambiarlo a Rixton. Sus miembros lo describen como una boy band. Ganaron popularidad gracias al sencillo «Me and My Broken Heart» que obtuvo el número uno en la lista del Reino Unido. Éste contiene elementos de la canción «Lonely No More» de Rob Thomas. La banda hizo una pausa después de 2015 y fue renombrada como Push Baby en 2019 con el lanzamiento de su canción debut con el nuevo nombre, "Mama's House".

## Historia
Jake Roche y Danny Wilkin empezaron a escribir juntos después de acabar el colegio. Más tarde se les unió Charley Bagnall y finalmente Lewi Morgan. La fama inicial de la banda fue a través de covers de comunicados en Youtube. La banda llamó la atención con Make Out, una canción en la que participan los miembros satirizando vídeos musicales del 2013 como "Stay" de Rihanna, "Wrecking Ball" de Miley Cyrus, "Roar" de Katy Perry, "Applause" de Lady Gaga, "Blurred Lines" de Robin Thicke y "Beauty and a Beat" de Justin Bieber. El vídeo fue lanzado el 22 de octubre de 2013, pero nunca como un sencillo oficial. El sencillo debut de la banda, "Me and My Broken Heart", fue lanzado el 14 de marzo de 2014. Esta canción consiguió el disco de oro el 27 de mayo del mismo año y la banda fue premiada con su primera placa de oro el 29 de mayo en Nueva York. El grupo recientemente abrió el concierto de Justin Bieber en el SXSW Festival y el de Ariana Grande en su tour "The Listening Sessions". También fueron convocados para tocar en festivales de verano a lo largo de Estados Unidos y el Reino Unido antes de retornar a Norteamérica para embarcarse en su tour debut, The Broken Heart Tour, en 12 ciudades norteamericanas y canadienses. Su álbum debut Let the Road fue lanzado en marzo de 2015.
En marzo de 2019, después de una pausa de cuatro años, la banda anunció en su canal de YouTube que retiraban el nombre de la banda Rixton y se cambiaban el nombre a Push Baby. Desde entonces han firmado con SRV LabelCo de Scooter Braun, Geffen Records y Republic Records. La banda lanzó su primera canción con el nuevo nombre de Push Baby después de la pausa, "Mama's House" el 5 de abril de 2019. Lanzaron el EP Woah el 27 de septiembre de 2019. En 2020, Danny Wilkin decidió dejar la banda porque quería centrarse en su carrera en solitario. El 14 de agosto de 2020, Push Baby lanzó su nuevo sencillo "Holding on Is Holding You Back" sin Danny Wilkin, y crearon un sello discográfico llamado "Wow, Big Legend". El 14 de agosto de 2020, hicieron un anuncio en su página de Tumblr para que los fans supieran que Lewi Morgan ya no formaba parte de la banda Push Baby porque quería centrarse en los tatuajes. El 18 de agosto de 2020, lanzaron su nuevo sencillo "Wishing We Were More Than Friends". Es la última canción que hicieron con el exmiembro Lewi Morgan.

## Discografía

### Álbumes
En estudio
- 2015: Let the Road

#### Extended plays
- 2014: Me and My Broken Heart EP

### Sencillos
| Año  | Título                   | Máxima posición | Máxima posición | Máxima posición | Máxima posición | Máxima posición | Máxima posición | Máxima posición | Máxima posición | Certificaciones                                        | Álbum        |
| Año  | Título                   | R.U.            | ALE             | AUS             | CAN             | DIN             | IRL             | SUE             | EUA             | Certificaciones                                        | Álbum        |
| ---- | ------------------------ | --------------- | --------------- | --------------- | --------------- | --------------- | --------------- | --------------- | --------------- | ------------------------------------------------------ | ------------ |
| 2014 | «Me and My Broken Heart» | 1               | 91              | 43              | 17              | 6               | 12              | 33              | 14              | - CAN: Oro - EUA: Platino - R.U.: Plata - SUE: Platino | Let the Road |
| 2014 | «Wait on Me»             | 12              | —               | —               | —               | —               | 62              | —               | —               |                                                        | Let the Road |
| 2015 | «Hotel Ceiling»          | —               | —               | —               | —               | —               | —               | —               | —               |                                                        | Let the Road |

## Premios y nominaciones
| Año  | Nominado                 | Premio                                                         | Resultado |
| ---- | ------------------------ | -------------------------------------------------------------- | --------- |
| 2014 | Rixton                   | Teen Choice Award para Grupo Musical                           | Nominado  |
| 2014 | "Me and My Broken Heart" | Teen Choice Award para Elección Sencillo:Grupo                 | Nominado  |
| 2014 | Rixton                   | Teen Choice Award para Grupo Revelación                        | Nominado  |
| 2014 | Rixton                   | Teen Choice Award para Estrella de la Música del Verano: Grupo | Nominado  |